# Avenida Abad-Santos
La avenida Abad-Santos es una de las principales arterias viales Norte-Sur ubicada en el distrito de Tondó ,en el norte de Manila, la capital de Filipinas. Se trata de una carretera dividida en cuatro carriles por sentido que recorre el borde oriental de Tondó desde la intersección con la avenida Rizal, cerca del cementerio chino de Manila en su extremo norte, hasta la avenida Recto cerca de la estación de tren Tutubán y de Binondo en el Sur.
La avenida Abad-Santos fue construida originalmente en el siglo XIX bajo el gobierno español como una estrecha calle residencial en el pueblo de Tondó llamada calle Manuguit. En 1955, a través de Ley de la República 1256, Manuguit fue renombrada en honor de José Abad-Santos, el presidente del Tribunal Supremo, que fue ejecutado por las fuerzas invasoras japonesas durante la Segunda Guerra Mundial.